# Bolezen X
Bolezen X (angl. disease X) se nanaša na morebitno nalezljivo bolezen, ki se lahko pojavi v prihodnosti in za katero ni mogoče sprejeti posebnih previdnostnih ukrepov, ker še ni znano, kako se bo neznani povzročitelj obnašal in s kakšnimi bolezenskimi znaki se bo izrazila. Svetovna zdravstvena organizacija (SZO) je bolezen X kot nadomestno ime za prihodnjo nalezljivo bolezen, ki bi lahko imela pandemske razsežnosti, uvrstila februarja 2018 na seznam prednostnih bolezni. Na seznam so uvrstili tudi na primer ebolo, marburško virusno bolezen, vročico Lassa, vročico doline Rift in ziko. S tem korakom je SZO želela zagotoviti fleksibilnost pri prilagojenem odzivu na neznan patogen, na primer pri pripravi novih cepiv.
Leta 2020 so nekateri strokovnjaki, vključno z nekaj strokovnih svetovalcev SZO, ugibali, da je covid 19, ki ga povzroča virus SARS-CoV-2, prva bolezen, ki je zadostila merilom za opredelitev kot bolezen X. Nekateri menijo, da bo bolezen X znatno hujša od covida 19. O bolezni X so ponovno začeli špekulirati, ko se je decembra 2024 na jugozahodu Demokratične republike Kongo v provinci Kwago pojavila bolezen z neznanim povzročiteljem, s katero se je okužilo več kot 400 posameznikov, bolezen pa je zahtevala vsaj 79 smrtnih žrtev. Kasneje se je izkazalo, da ne gre za novo nevarno bolezen, temveč so okužbe povzročili znani povzročitelji. 17. decembra 2024 je kongovsko ministrstvo za zdravje potrdilo, da je šlo za izbruh malarije, ki je potekazala v hudi obliki, ker so bili bolniki nedohranjeni. Kasnejša poročila so predpostavila, da je bil izbruh morda povezan tudi z gripo.

## Verjetne značilnosti
Bolezen X se bo učinkovito prenašala med ljudmi, zato se bo povzročitelj verjetno širil po zraku, v respiratornih kapljicah, ki nastajajo med govorom, kašljem, kihanjem. Povzročitelj bo verjetno virus (ne bakterija ali gliva). Verjetno bo šlo za zoonozo (bolezen, ki se bo na človeka prenesla z živali) ali  pa se bo že znan človeški patogen spremenil in pridobil nove lastnosti, ki bodo omogočile njegovo hitro širjenje in razvoj pandemije.